# Орловская духовная семинария
Орло́вская духо́вная семина́рия — среднее учебное заведение Орловской епархии Русской православной церкви, готовившее священно- и церковнослужителей. Существовала в 1788—1918 годах.

## История
В 1778 году в Севске была открыта Севская духовная семинария. В связи с учреждением Орловской епархии в 1788 году она была переименована в Орловскую, но оставалась в Севске до 1827 года, когда была переведена в Орёл. Строительство кирпичного трёхэтажного здания для неё велось в Орле с апреля 1824 по ноябрь 1826 года (архитектор Ф. И. Петонди); его открытие состоялось 8 мая 1827 года.
В сентябре 1849 года был построен подвальный этаж здания, где разместились кухня, пекарня, кладовые и мастерские. В 1850 году за семинарской оградой был разбит сад и устроен огород. В 1851—1855 гг. главный корпус реконструирован: произведена его внутренняя перепланировка.
В мае 1855 года было окончено строительство кирпичного двухэтажного с Г-образным планом больничного корпуса.
Полное переустройство семинарии связано с именем Александра Богданова. Из трёхклассной она была преобразована в шестиклассную. Сами здания были перестроены, главный корпус расширен пристройкой (1872), произошёл капитальный ремонт и обновление семинарской церкви (1874).
С 1894 года в семинарии существовало древнехранилище, где сосредотачивались вещественные и письменные памятники церковной старины.
В 1918 году семинария была упразднена. С 1926 года в здании семинарии был размещён Орловский железнодорожный техникум.

## Ректоры
- 1788 — ?: игумен Досифей (Ильин)
- 9 июня 1801 — 7 февраля 1802: игумен Израиль (Звягинцев)
- 25 октября 1805—1811: игумен Дионисий (Цветаев)
- 1817—1819: архимандрит Гавриил (Городков)
- 23 января — июнь 1822: архимандрит Амвросий (Морев)
- 1822—1823: Иаков (Вечерков)
- 1823—?: архимандрит Иероним (Нестеровский)
- 1825—1827: Гавриил (Воскресенский)
- 23 августа 1827 — 24 августа 1829: архимандрит Арсений (Москвин)
- 24 августа 1829—1833: архимандрит Исидор (Никольский)
- 10 мая 1835—1839: архимандрит Софония (Сокольский)
- 1839—1843: архимандрит Климент (Можаров)
- 3 мая 1843 — 30 апреля 1844: архимандрит Платон (Фивейский)
- 20 апреля 1844—1845: архимандрит Парфений (Попов)
- 10 ноября 1855—1858: архимандрит Фотий (Романовский)
- 10 января — декабрь 1858: архимандрит Антоний (Смолин)
- 4 декабря 1858 — 10 марта 1861: игумен (затем архимандрит) Вениамин (Павлов)
- 25 апреля 1861—1864: архимандрит Феогност (Лебедев)
- 15 июля 1864—1869: архимандрит Палладий (Пьянков)
- 23 февраля 1870—1889: протоиерей Александр Богданов
- 3 февраля 1889 — февраль 1891: Варсонофий (Курганов)
- 1891—1918: протоиерей Сахаров, Владимир Антонович

## Некоторые воспитанники
- 1809 — Алексей Ильинский (математик)
- 1819 — Иван Борисов (епископ Иннокентий)
- 1819 — Иродион Соловьёв (епископ Иеремия)
- 1835 — Егор Амфитеатров (богослов)
- 1837 — Георгий Говоров (Святитель Феофан)
- 1849 — Даниил Княжеский (Лебедев)
- 1863 — Иван Казанский (епископ Иоанникий)
- 1869 — Геннадий Покровский (епископ Гедеон)
- 1881 — Афанасий Булгаков (историк церкви)
- 1882 — Иван Вуколов (епископ Иона
- 1887 — Иван Андреев (историк церкви)
- 1900 — Иван Померанцев (епископ Иерофей)
- 1908 — Сергей Волков (краевед)
- 1911 — Николай Поликарпов (авиаконструктор)